# Critics' Choice Movie Awards 2016 (januari)
Critics' Choice Movie Awards 2016 (januari) var den 21:a upplagan av Critics' Choice Movie Awards som hölls den 17 januari 2016 och belönade insatser i filmer från 2015.

## Vinnare och nominerade
Vinnarna listas i fetstil.
| Bästa film | Bästa regissör |
| --- | --- |

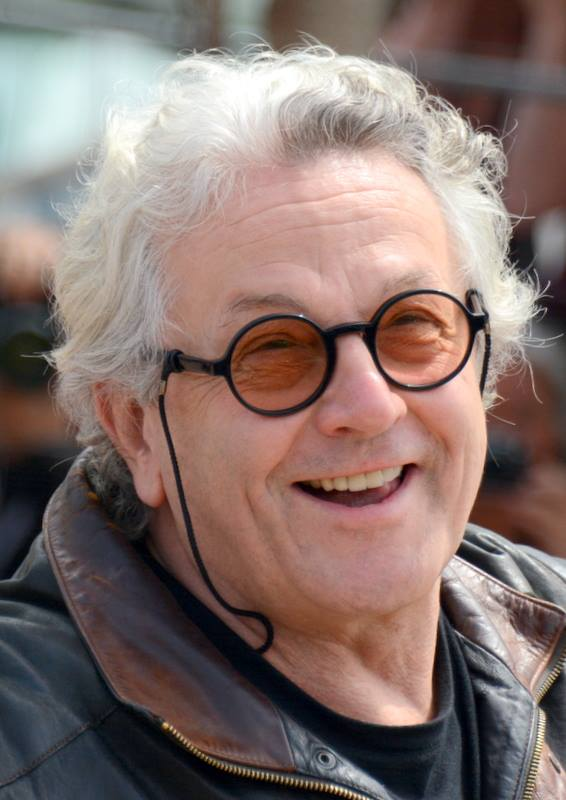
George Miller
Bästa regissör

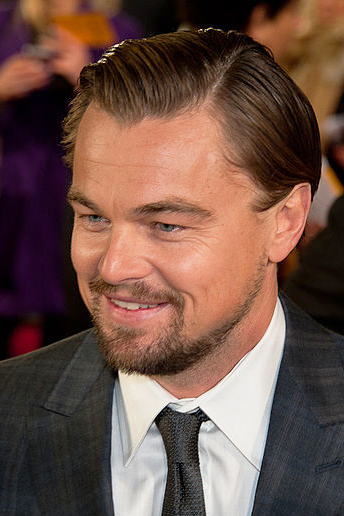
Leonardo DiCaprio
Bästa manliga skådespelare

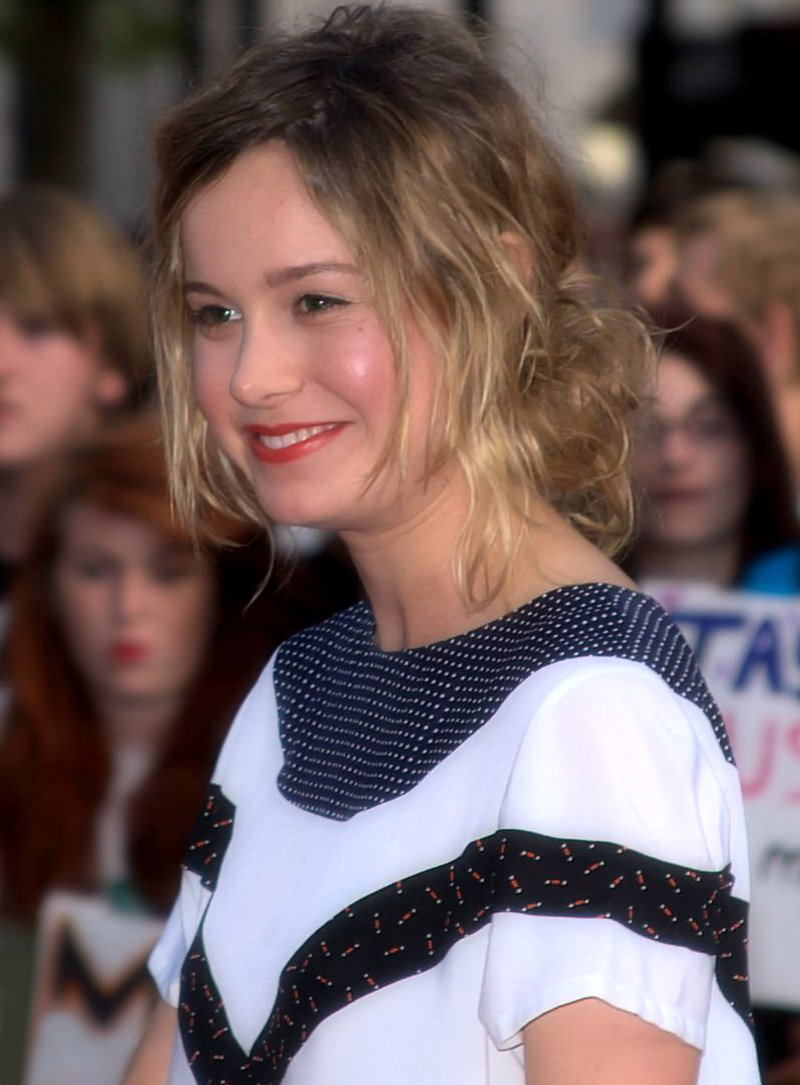
Brie Larson
Bästa kvinnliga skådespelare

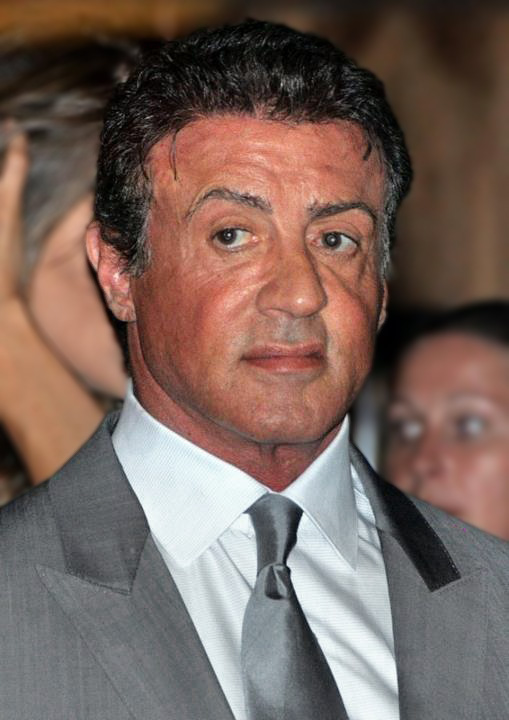
Sylvester Stallone
Bästa manliga biroll

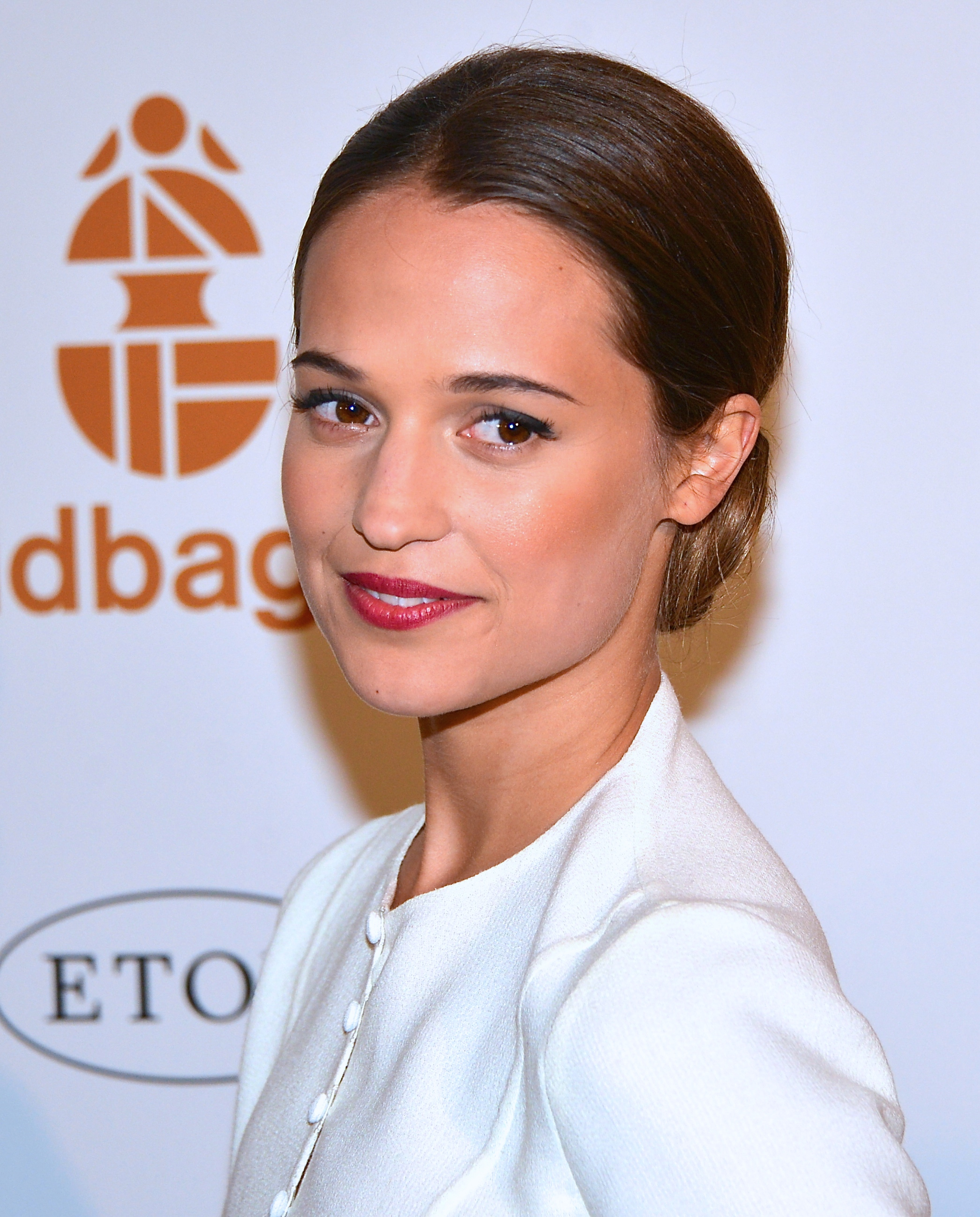
Alicia Vikander
Bästa kvinnliga biroll

| - Spotlight - The Big Short - Brooklyn - Carol - Mad Max: Fury Road - The Martian - The Revenant - Room - Sicario - Spionernas bro - Star Wars: The Force Awakens | - George Miller – Mad Max: Fury Road - Todd Haynes – Carol - Alejandro González Iñárritu – The Revenant - Thomas McCarthy – Spotlight - Ridley Scott – The Martian - Steven Spielberg – Spionernas bro                                |
| Bästa manliga skådespelare | Bästa kvinnliga skådespelare |
| - Leonardo DiCaprio – The Revenant - Bryan Cranston – Trumbo - Matt Damon – The Martian - Johnny Depp – Black Mass - Michael Fassbender – Steve Jobs - Eddie Redmayne – The Danish Girl | - Brie Larson – Room - Cate Blanchett – Carol - Jennifer Lawrence – Joy - Charlotte Rampling – 45 år - Saoirse Ronan – Brooklyn - Charlize Theron – Mad Max: Fury Road                                                                |
| Bästa manliga biroll | Bästa kvinnliga biroll |
| - Sylvester Stallone – Creed - Paul Dano – Love & Mercy - Tom Hardy – The Revenant - Mark Ruffalo – Spotlight - Mark Rylance – Spionernas bro - Michael Shannon – 99 Homes | - Alicia Vikander – The Danish Girl - Jennifer Jason Leigh – The Hateful Eight - Rooney Mara – Carol - Rachel McAdams – Spotlight - Helen Mirren – Trumbo - Kate Winslet – Steve Jobs                                                 |
| Bästa unga skådespelare | Bästa ensemble |
| - Jacob Tremblay – Room - Abraham Attah – Beasts of No Nation - RJ Cyler – Me and Earl and the Dying Girl - Shameik Moore – Dope - Milo Parker – Mr. Holmes | - Spotlight - The Big Short - The Hateful Eight - Straight Outta Compton - Trumbo |
| Bästa originalmanus | Bästa manus efter förlaga |
| - Spotlight – Josh Singer och Thomas McCarthy - Ex Machina – Alex Garland - The Hateful Eight – Quentin Tarantino - Insidan ut – Pete Docter, Meg LeFauve och Josh Cooley - Spionernas bro – Matt Charman, Ethan Coen och Joel Coen                                                               | - The Big Short – Charles Randolph och Adam McKay - Brooklyn – Nick Hornby - The Martian – Drew Goddard - Room – Emma Donoghue - Steve Jobs – Aaron Sorkin                                                                            |
| Bästa animerade film | Bästa actionfilm |
| - Insidan ut - Anomalisa - Den gode dinosaurien - Fåret Shaun - Filmen - Snobben: The Peanuts Movie | - Mad Max: Fury Road - Fast & Furious 7 - Jurassic World - Mission: Impossible – Rogue Nation - Sicario |
| Bästa manliga skådespelare i en actionfilm | Bästa kvinnliga skådespelare i en actionfilm |
| - Tom Hardy – Mad Max: Fury Road - Daniel Craig – Spectre - Tom Cruise – Mission: Impossible – Rogue Nation - Chris Pratt – Jurassic World - Paul Rudd – Ant-Man | - Charlize Theron – Mad Max: Fury Road - Emily Blunt – Sicario - Rebecca Ferguson – Mission: Impossible – Rogue Nation - Bryce Dallas Howard – Jurassic World - Jennifer Lawrence – The Hunger Games: Mockingjay – Part 2             |
| Bästa science fiction-/skräckfilm | Bästa komedi |
| - Ex Machina - It Follows - Jurassic World - Mad Max: Fury Road - The Martian | - The Big Short - Insidan ut - Joy - Sisters - Spy - Trainwreck |
| Bästa manliga skådespelare i en komedi | Bästa kvinnliga skådespelare i en komedi |
| - Christian Bale – The Big Short - Steve Carell – The Big Short - Robert De Niro – The Intern - Bill Hader – Trainwreck - Jason Statham – Spy | - Amy Schumer – Trainwreck - Tina Fey – Sisters - Jennifer Lawrence – Joy - Melissa McCarthy – Spy - Lily Tomlin – Grandma |
| Bästa dokumentärfilm | Bästa icke-engelskspråkiga film |
| - Amy - Cartel Land - Fångade av scientologin - He Named Me Malala - The Look of Silence - Where to Invade Next | - Sauls son (Ungern) - The Assassin (Taiwan) - Den andra mamman (Brasilien) - Goodnight Mommy (Österrike) - Mustang (Frankrike) |
| Bästa scenografi | Bästa kostym |
| - Mad Max: Fury Road – Colin Gibson - Brooklyn – François Séguin, Jenny Oman och Louise Tremblay - Carol – Judy Becker och Heather Loeffler - The Danish Girl – Eve Stewart och Michael Standish - The Martian – Arthur Max och Celia Bobak - Spionernas bro – Adam Stockhausen och Rena DeAngelo | - Mad Max: Fury Road – Jenny Beavan - Berättelsen om Askungen – Sandy Powell - Brooklyn – Odile Dicks-Mireaux - Carol – Sandy Powell - The Danish Girl – Paco Delgado                                                                 |
| Bästa foto | Bästa klippning |
| - The Revenant – Emmanuel Lubezki - Carol – Edward Lachman - The Hateful Eight – Robert Richardson - Mad Max: Fury Road – John Seale - The Martian – Dariusz Wolski - Sicario – Roger Deakins | - Mad Max: Fury Road – Margaret Sixel - The Big Short – Hank Corwin - The Martian – Pietro Scalia - The Revenant – Stephen Mirrione - Spotlight – Tom McArdle                                                                         |
| Bästa kompositör | Bästa sång |
| - The Hateful Eight – Ennio Morricone - Carol – Carter Burwell - The Revenant – Ryuichi Sakamoto och Carsten Nicolai - Sicario – Jóhann Jóhannsson - Spotlight – Howard Shore | - "See You Again" – Fast & Furious 7 - "Love Me like You Do" – Fifty Shades of Grey - "Til It Happens to You" – The Hunting Ground - "One Kind of Love" – Love & Mercy - "Writing's on the Wall" – Spectre - "Simple Song #3" – Youth |
| Bästa smink | Bästa specialeffekter |
| - Mad Max: Fury Road - Black Mass - Carol - The Danish Girl - The Hateful Eight - The Revenant | - Mad Max: Fury Road - Ex Machina - Jurassic World - The Martian - The Revenant - The Walk |

### Filmer med flera vinster
- 9 vinster: Mad Max: Fury Road
- 3 vinster: The Big Short och Spotlight
- 2 vinster: The Revenant och Room

### Filmer med flera nomineringar
- 13 nomineringar: Mad Max: Fury Road
- 9 nomineringar: Carol, The Martian och The Revenant
- 8 nomineringar: Spotlight
- 7 nomineringar: The Big Short
- 6 nomineringar: The Hateful Eight
- 5 nomineringar: Brooklyn, The Danish Girl, Jurassic World, Sicario och Spionernas bro
- 4 nomineringar: Room
- 3 nomineringar: Ex Machina, Insidan ut, Joy, Mission: Impossible – Rogue Nation, Spy, Steve Jobs, Trainwreck och Trumbo
- 2 nomineringar: Black Mass, Fast & Furious 7, Love & Mercy, Sisters och Spectre